# 팔복

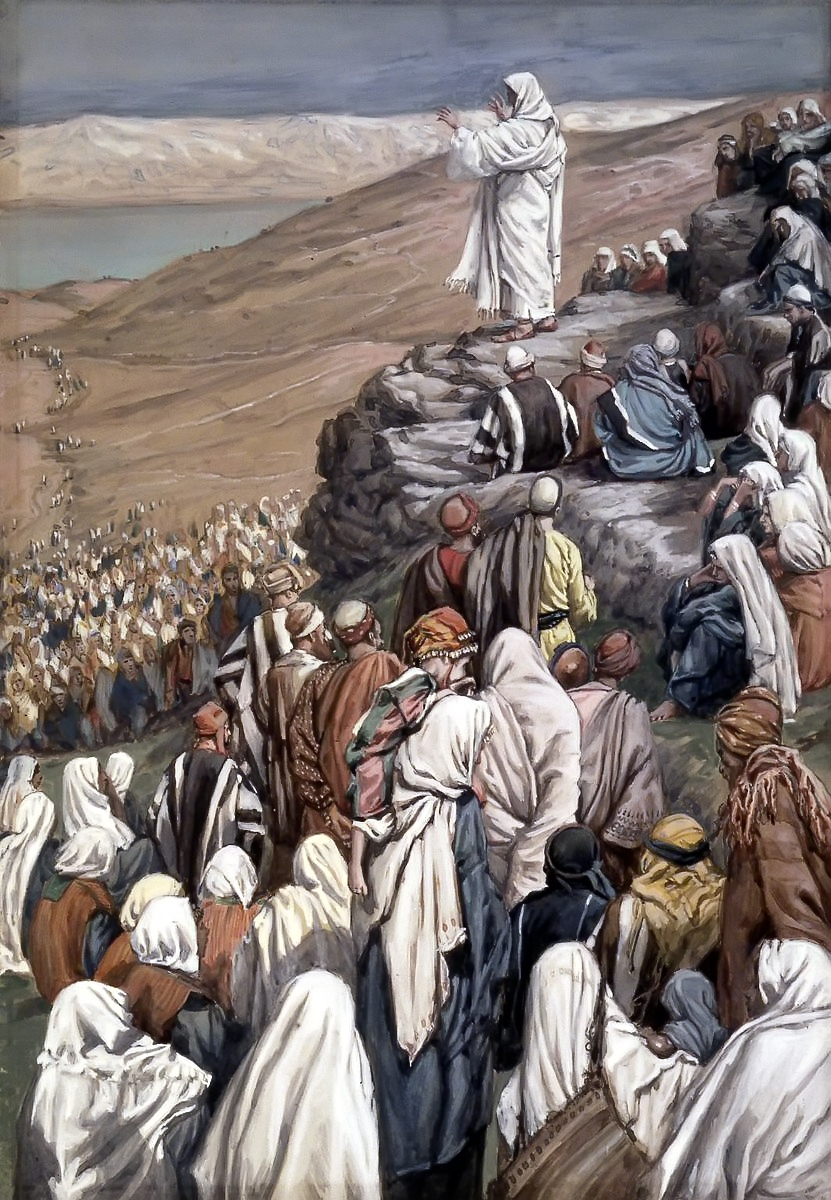
제임스 티솟의 그림. The Beatitudes Sermon. 부르클린 미술관 1890년 경

팔복(八福), 참행복( - 幸福, 영어: beatitudes) 또는 진복팔단(眞福八端) 혹은 은 기독교에서, 예수 그리스도가 산상 설교에서 한 8가지의 행복 선언의 내용을 이르는 말로, 마태복음의 산상수훈에 등장한다. 누가복음의 평상 수훈에도 등장한다.

## 본문

### 마태복음
본문은 마태오 복음서 5:1-12를 말한다.

예수께서 무리를 보시고 산에 올라가 앉으시자 제자들이 곁으로 다가왔다. 예수께서는 비로소 입을 열어 이렇게 가르치셨다.
"마음이 가난한 사람은 행복하다. 하늘 나라가 그들의 것이다.
슬퍼하는 사람은 행복하다. 그들은 위로를 받을 것이다.
온유한 사람은 행복하다. 그들은 땅을 차지할 것이다.
옳은 일에 주리고 목마른 사람은 행복하다. 그들은 만족할 것이다.
자비를 베푸는 사람은 행복하다. 그들은 자비를 입을 것이다.
마음이 깨끗한 사람은 행복하다. 그들은 천주를 뵙게 될 것이다.
평화를 위하여 일하는 사람은 행복하다. 그들은 천주의 아들이 될 것이다.
옳은 일을 하다가 박해를 받는 사람은 행복하다. 하늘 나라가 그들의 것이다.
나 때문에 모욕을 당하고 박해를 받으며 터무니없는 말로 갖은 비난을 다 받게 되면 너희는 행복하다.
기뻐하고 즐거워하여라. 너희가 받을 큰 상이 하늘에 마련되어 있다.
옛 예언자들도 너희에 앞서 같은 박해를 받았다."
— 공동번역

## 팔복에 대한 주석
- 토머스 왓슨의 팔복 강해(Beatitudes)
- Craig S. Keener: The Gospel of Matthew : A Socio-Rhetorical Commentary

## 같이 보기
- 윤동주의 시 ‘팔복’